# Stadio municipale di Alytus
Lo stadio municipale di Alytus (in lituano Alytaus miesto stadionas) è uno stadio di Alytus, città della Lituania. Attualmente è usato principalmente per le partite di calcio ed è lo stadio di casa del DFK Dainava Alytus. Lo stadio ospita 3.748 persone. Inaugurato nel 1924, lo stadio è stato rinnovato quattro volte: 1957-1958, 1993, 2007 e 2009-2010.